# 1999ChristmasEve
『1999Christmas Eve』（1999クリスマスイブ）とは、PIA少尉率いる「横浜かまいたちファンクラブ」内の「1999ChristmasEve Project」が制作したサウンドノベル形式のホラーアドベンチャーゲームである。

## 概要
かつて公式サイトにおいて配信されていたパソコンゲームである。チュンソフトのサウンドノベルゲーム『かまいたちの夜』に触発された作品であるが、少し毛色の異なるホラーゲームとなっている。
作中に使用されている画像と音楽はほぼ全てがオリジナルのものである。サウンドノベル用スクリプトソフトの吉里吉里/KAGで開発されているが、一般に公開されたのは初期の吉里吉里/KAGであった。
W.Dee・PIA少尉 共著『吉里吉里/KAGではじめるゲーム制作』（ISBN 978-4-87593-426-4）には吉里吉里2/KAG3に移植されたバージョンが収録されており、BGMがMIDIからOgg Vorbisとなっているほか、効果音や一部の効果が追加されている。
オリジナルの同人ソフトの中では知名度が高く、テレビ西日本の深夜番組『木曜しんや君』（2001年12月13日放送回）において紹介された。

## ストーリー
クリスマスイブに予約していた宿へ車で向かっていた主人公とパートナーの女性。車内にBGMを流そうとするが、ラジオからは念仏のような不気味な声が流れ、さらに車のエンジンが突然故障してしまう。原因を調べようとエンジンルームを見てみると、中から謎の目玉がこちらを覗いていた。
車から降りた二人は、教会のものと思われる鐘の音を耳にする。携帯も通じず、教会で電話を借りて助けを呼ぼうと、鐘の音の聞こえる方へ向かうが、そこで恐怖の一夜を過ごすことになる。

## 登場人物
主人公
寛大でお人好しの善良な青年。愛車はスバル360。幅広い知識を持ち、また時にユーモアを見せる事もある。
パートナーの女性
インストラクターの資格を持つスキーヤーだが、ナイターや一人での滑走は好まない。友人である明日香の影響で、宗教に明るい。

## 雑誌掲載
- 『TOKYO★1週間』2001年3月6日号、講談社。
- 『TECH Win』2001年4月号、アスキー。
- 『WindowsPower』2001年4月号、アスキー。
- 『ウィンドウズROM!』2001年4月号、毎日コミュニケーションズ。
- 『Newtype.com』2001年5月号、角川書店。
- 『WinDO! Vol.8』アスキー、2001年。ISBN 978-4-7561-3769-2
- 『ダウンロード激ネタ得盛り4.7ギガ』宝島社、2004年。ISBN 978-4-7966-3804-3